# Sojuz MS
La Sojuz MS (in russo Союз МС?) è l'ultima versione del veicolo spaziale Sojuz. Si tratta di un'evoluzione della Sojuz TMA-M, la cui modernizzazione si è concentrata principalmente sui sottosistemi di comunicazione e navigazione. Viene usata da Roscosmos come sistema di trasporto per volo spaziale umano. 
Esternamente la Sojuz MS ha subito minime modifiche rispetto alla versione precedente, per lo più concentrate su antenne e sensori, e il posizionamento dei propulsori.
Il primo lancio è avvenuto il 7 luglio 2016 con la Sojuz MS-01 a bordo del lanciatore Sojuz FG verso la Stazione spaziale internazionale. Il viaggio includeva una fase di controllo di due giorni prima di attraccare alla ISS il 9 luglio.

## Miglioramenti
La Sojuz MS ha ricevuto i seguenti miglioramenti dalla versione Sojuz TMA-M:
- I pannelli solari fissi del sistema di alimentazione SEP (in russo CЭП, Система Электропитания?) hanno migliorato la loro efficienza fotovoltaica al 14% (dal 12% precedente) e l'area è aumentata di 1,1 m2.
- Una quinta batteria con una capacità di 155 Ah nota come 906V è stata aggiunta per sostenere l'aumento del consumo energetico dall'elettronica migliorata.
- Un ulteriore strato protettivo micrometeorite è stato aggiunto al modulo orbitale BO.
- Il nuovo computer (TsVM-101) è pesante un ottavo del suo predecessore (8,3 kg vs 70 kg) ed è molto più piccolo del precedente computer Argon-16.[4]
- Anche se, a partire dal 2016, non è noto se il sistema di propulsione venga ancora chiamato KTDU-80, esso è stato modificato in modo significativo. Mentre in precedenza il sistema aveva 16 DPO-B ad alta spinta e sei DPO-M a bassa spinta in un circuito di alimentazione a propellente, e altri sei DPO-M a bassa spinta su un circuito diverso, ora tutti i 28 propulsori sono DPO-B ad alta spinta, disposti in 14 coppie. Ogni circuito di alimentazione del propellente gestisce 14 DPO-B, con ogni elemento di ogni coppia di propulsori alimentata da un circuito diverso. Ciò fornisce una ridondanza completa per un guasto al propulsore o al circuito di propellente.[5][6] La nuova disposizione aggiunge ridondanza per l'attracco e lo sgancio con un propulsore o il deorbit con due propulsori guasti.[1] Inoltre, il numero di DPO-B nella sezione di poppa è stato raddoppiato a otto, migliorando la tolleranza di errore durante il deorbit.
- Il sensore del consumo di propellente, EFIR è stato riprogettato per evitare falsi positivi sul consumo di propellente.[5]
- L'unità di avionica, BA DPO (in russo БА ДПО, Блоки Автоматики подсистема Двигателей Причаливания и Ориентации?), è stata modificata per i cambiamenti al Reaction control system.[5]
- Invece di affidarsi alle stazioni di terra per la determinazione e la correzione orbitale, l'ormai incluso sistema di navigazione satellitare ASN-K (in russo АСН-К, Аппаратура Спутниковой Навигации?) si basa sui dati GLONASS e GPS per la navigazione.[1][7] Esso utilizza quattro antenne fisse per ottenere una precisione di posizionamento di 5 metri, e mira a ridurre tale numero a 3 cm e una precisione di 0,5°.[8]
- Il vecchio sistema di comunicazione radio, il BRTS (in russo БРТС Бортовая Радио-техническая Система?) che si basava sul Kvant-V è stato sostituito con un sistema integrato di comunicazione e telemetria, l'EKTS  (in russo ЕКТС, Единая Kомандно-Телеметрическая Система?).[7] Può utilizzare non solo le stazioni di terra VHF e UHF, ma, grazie all'aggiunta di un'antenna a banda S, anche il Lutch Constellation, per avere teoricamente l'85% della connessione in tempo reale al controllo a terra.[9] Ma dal momento che l'antenna a banda S è fissa e la navicella spaziale Sojuz viaggia con una lenta rotazione longitudinale, in pratica questa capacità potrebbe essere limitata a causa della mancanza di capacità di puntamento dell'antenna.[9] In futuro potrebbe anche essere in grado di utilizzare i TDRS americani e il EDRS europeo.[1]
- Il vecchio sistema di dati e telemetria, MBITS (in russo МБИТС, МалогаБаритная Информационно-Телеметрическая Система?), è stato completamente integrato al EKTS.[7]
- Il vecchio sistema di comunicazione radio VHF (in russo Система Телефонно-Телеграфной Связи?) Rassvet-M (in russo Рассвет-М?) è stato sostituito con il sistema Rassvet-3BM (in russo Рассвет-3БМ?) integrato al EKTS.[7]
- Le vecchie antenne 38G6 sono state sostituite da quattro antenne omnidirezionali (due all'estremità dei pannelli solari e due nel PAO) più un  phased array a banda S, anch'esso nel PAO.[6]
- Il sistema di comunicazione e telemetria del modulo di discesa ha ricevuto aggiornamenti che alla fine porteranno ad avere un canale vocale in aggiunta alla telemetria presente.[6]
- Il sistema EKTS include anche un transponder COSPAS-SARSAT per trasmettere le sue coordinate al centro di controllo a terra in tempo reale durante la discesa col paracadute e l'atterraggio.[1]
- Tutti i cambiamenti introdotti nel EKTS consentono alla Sojuz di utilizzare gli stessi terminali sia a Terra sia nel Segmento russo sulla ISS.[7]
- Il nuovo sistema di attracco automatico Kurs NA (in russo Курс-НА?) è ora prodotto interamente in Russia. Sviluppato da Sergej Medvedev del AO NII TP, è più leggero di 25 kg con un volume del 30% inferiore e usa il 25% in meno di potenza.[6][10]
- Un'antenna phased array AO-753A  ha sostituito l'antenna 2AO-VKA e tre antenne AKR-VKA, mentre le due antenne 2ASF-M-VKA sono state spostate in posizioni fisse più indietro.[6][7][10]
- Il sistema di aggancio SSVP ha ricevuto un meccanismo di guida elettrica di riserva.[11]
- Al posto del sistema TV analogico Klest-M (in russo Клест-М?), il veicolo spaziale utilizza un sistema TV digitale basato su MPEG-2, che consente di mantenere le comunicazioni tra il veicolo spaziale e la ISS tramite un collegamento RF space-to-space e riduce le interferenze.[1][12]
- Una nuova Digital Backup Loop Control Unit, BURK (in russo БУРК, Блок Управления Резервным Контуром?), sviluppata da RKK Energija, ha sostituito la vecchia avionica, Motion and Orientation Control Unit, BUPO (in russo БУПО, Блок Управления Причаливанием и Ориентацией?) e l'unità di conversione del segnale BPS (in russo БПС, Блок Преобразования Сигналов?).[7][8]
- L'aggiornamento sostituisce anche la vecchia Rate Sensor Unit BDUS-3M (in russo БДУС-3М, Блок Датчиков Угловых Скоростей?) con il nuovo BDUS-3A (in russo БДУС-3А?).[7][8][12]
- I vecchi fari alogeni, SMI-4 (in russo СМИ-4?), sono stati sostituiti con il faro LED SFOK (in russo СФОК?).[7][12]
- Una nuova scatola nera SZI-M (in russo СЗИ-М, Система Запоминания Информации?) che registra la voce e i dati durante la missione è stata aggiunta sotto il sedile del pilota nel modulo di discesa. Il dual unit module è stato sviluppato presso la società AO RKS di Mosca con l'uso dell'elettronica locale.[13] Ha una capacità di 4 GB e una velocità di registrazione di 256 KB/s. È progettato per tollerare le cadute di 150 m/s e viene valutato per 100.000 cicli di sovrascrittura e 10 riutilizzi.[1][14] Può anche tollerare 700 °C per 30 minuti.[13]

## Lista dei voli
| Missione    | Equipaggio | Note | Durata                   |
| ----------- | --- | --- | ------------------------ |
| Sojuz MS-01 | Anatolij Ivanišin Takuya Ōnishi Kathleen Rubins                                                                               | Trasporto equipaggio Expedition 48/49 alla ISS.                                                                    | 115 giorni               |
| Sojuz MS-02 | Sergej Ryžikov Andrej Borisenko Robert Kimbrough                                                                              | Trasporto equipaggio Expedition 49/50 alla ISS.                                                                    | 173 giorni               |
| Sojuz MS-03 | Oleg Novickij Thomas Pesquet Peggy Whitson (Lancio)                                                                           | Trasporto equipaggio Expedition 50/51 alla ISS.                                                                    | 196 giorni               |
| Sojuz MS-04 | Fëdor Jurčichin Jack Fischer Peggy Whitson (Atterraggio)                                                                      | Trasporto equipaggio Expedition 51/52 alla ISS.                                                                    | 136 giorni               |
| Sojuz MS-05 | Sergej Rjazanskij Randolph Bresnik Paolo Nespoli                                                                              | Trasporto equipaggio Expedition 52/53 alla ISS.                                                                    | 139 giorni               |
| Sojuz MS-06 | Aleksandr Misurkin Mark Vande Hei Joseph Acaba                                                                                | Trasporto equipaggio Expedition 53/54 alla ISS.                                                                    | 168 giorni               |
| Sojuz MS-07 | Anton Škaplerov Scott Tingle Norishige Kanai                                                                                  | Trasporto equipaggio Expedition 54/55 alla ISS.                                                                    | 168 giorni               |
| Sojuz MS-08 | Oleg Artem'ev Andrew Feustel Richard Arnold                                                                                   | Trasporto equipaggio Expedition 55/56 alla ISS.                                                                    | 198 giorni               |
| Sojuz MS-09 | Sergej Prokop'ev Alexander Gerst Serena Auñón-Chancellor                                                                      | Trasporto equipaggio Expedition 56/57 alla ISS.                                                                    | 196 giorni               |
| Sojuz MS-10 | Aleksej Ovčinin Nick Hague | Lancio fallito. Doveva trasportare equipaggio Expedition 57/58 alla ISS.                                           | ~ 19 minuti              |
| Sojuz MS-11 | Oleg Kononenko David Saint-Jacques Anne McClain                                                                               | Trasporto equipaggio Expedition 58/59 alla ISS.                                                                    | 204 giorni               |
| Sojuz MS-12 | Aleksej Ovčinin Nick Hague Christina Koch (Lancio) Hazza Al Mansouri (Atterraggio)                                            | Trasporto equipaggio Expedition 59/60 alla ISS.                                                                    | 203 giorni               |
| Sojuz MS-13 | Aleksandr Skvorcov Luca Parmitano Andrew Morgan (Lancio) Christina Koch (Atterraggio)                                         | Trasporto equipaggio Expedition 60/61 alla ISS.                                                                    | 201 giorni               |
| Sojuz MS-14 | N/A | Volo di prova senza equipaggio.                                                                                    | 14 giorni                |
| Sojuz MS-15 | Oleg Skripočka Jessica Meir Hazza Al Mansouri (Lancio) Andrew Morgan (Atterraggio)                                            | Trasporto equipaggio Expedition 61/62 alla ISS.                                                                    | 206 giorni               |
| Sojuz MS-16 | Anatolij Ivanišin Ivan Vagner Christopher Cassidy                                                                             | Trasporto equipaggio Expedition 63 alla ISS.                                                                       | 196 giorni               |
| Sojuz MS-17 | Sergej Ryžikov Sergej Kud'-Sverčkov Kathleen Rubins                                                                           | Trasporto equipaggio Expedition 64 alla ISS.                                                                       | 185 giorni               |
| Sojuz MS-18 | Oleg Novickij Pëtr Dubrov Mark Vande Hei (Lancio) Klim Šipenko Julija Peresil'd (Atterraggio)                                 | Trasporto equipaggio Expedition 65 alla ISS.                                                                       | 190 giorni               |
| Sojuz MS-19 | Anton Škaplerov Klim Šipenko Julija Peresil'd (Lancio) Pëtr Dubrov Mark Vande Hei (Atterraggio)                               | Trasporto di Škaplerov per l'Expedition 66 e due partecipanti al volo alla ISS.                                    | 176 giorni               |
| Sojuz MS-20 | Aleksandr Misurkin Yūsaku Maezawa Yozo Hirano                                                                                 | Trasporto di due turisti spaziali alla ISS.                                                                        | 12 giorni                |
| Sojuz MS-21 | Oleg Artem'ev Denis Matveev Sergej Korsakov                                                                                   | Trasporto equipaggio Expedition 67 alla ISS.                                                                       | 194 giorni               |
| Sojuz MS-22 | Sergej Prokop'ev Dmitrij Petelin Francisco Rubio (Lancio)                                                                     | Trasporto equipaggio Expedition 68 alla ISS.                                                                       | 187 giorni               |
| Sojuz MS-23 | Sergej Prokop'ev Dmitrij Petelin Francisco Rubio (Atterraggio)                                                                | La Sojuz MS-23 sostituisce la Sojuz MS-22 danneggiata. La missione dell'equipaggio viene estesa all'Expedition 69. | 184 giorni               |
| Sojuz MS-24 | Oleg Kononenko Nikolaj Čub Loral O'Hara (Lancio) Oleg Novickij Loral O'Hara Marina Vasilevskaja (Atterraggio)                 | Trasporto equipaggio Expedition 70 alla ISS.                                                                       | 203 giorni               |
| Sojuz MS-25 | Oleg Novickij Tracy Caldwell Dyson Marina Vasilevskaja (Lancio) Oleg Kononenko Nikolaj Čub Tracy Caldwell Dyson (Atterraggio) | Trasporto equipaggio Expedition 71 alla ISS.                                                                       | 183 giorni               |
| Sojuz MS-26 | Aleksej Ovčinin Ivan Vagner Donald Pettit                                                                                     | Trasporto equipaggio Expedition 72 alla ISS.                                                                       | 220 giorni               |
| Sojuz MS-27 | Sergej Ryžikov Alekej Zubrickij Jonathan Kim                                                                                  | Trasporto equipaggio Expedition 73 alla ISS.                                                                       | 240 giorni (pianificato) |